# Andrzej Gaik
Andrzej Gaik (ur. 25 sierpnia 1942 w Sosnowcu) – polski piłkarz występujący na pozycji napastnika.

## Kariera piłkarska
Wychowanek Stali Sosnowiec, związany z klubem od 1954 r. W pierwszej drużynie zadebiutował 15 marca 1959 w meczu Stal Sosnowiec - Stal Rzeszów (3:0). Pierwszego gola dla sosnowiczan zdobył 5 kwietnia 1959 w meczu Stal Sosnowiec - Concordia Knurów (1:4). Sezon 1959 skutkował awansem Stali do I ligi. Na tym szczeblu Gaik zadebiutował 29 maja 1960 w meczu Wisła Kraków - Stal (1:0). Później z drużyną Zagłębia Sosnowiec (dawna Stal) osiągnął największe sukcesy jak wicemistrzostwo Polski 1964 i dwukrotnie Puchar Polski 1962 i 1963. Ostatni występ w Zagłębiu zaliczył 4 października 1964 w meczu Zagłębie - Zawisza Bydgoszcz (3:0). W 1965 roku wyemigrował do Australii, gdzie zasilił kadrę klubu Polonia Sydney. Grał tam do 1968, kiedy to wrócił do Polski i przez krótki czas był znów zawodnikiem macierzystego Zagłębia Sosnowiec. Następnie w latach 1969–1971 grał w CKS Czeladź, a w latach 1971–1973 w AKS Niwka.

### Statystyki piłkarskie
W I lidze rozegrał 56 meczów i zdobył 12 bramek jako zawodnik Stali i Zagłębia Sosnowiec

W II lidze
| Sezon     | Klub               | Liga                | Mecze | Gole | Uwagi                             |
| --------- | ------------------ | ------------------- | ----- | ---- | --------------------------------- |
| 1959      | Stal Sosnowiec     | II liga             | 8     | 1    | awans do I ligi                   |
| 1960      | Stal Sosnowiec     | I liga              | 3     | 0    |                                   |
| 1961      | Stal Sosnowiec     | I liga              | 21    | 7    |                                   |
| 1962      | Zagłębie Sosnowiec | I liga              | 10    | 3    | brązowy medal MP                  |
| 1962      | Zagłębie Sosnowiec | Puchar Polski       | 4     | 1    | zdobycie Pucharu Polski           |
| 1962/1963 | Zagłębie Sosnowiec | I liga              | 18    | 1    | brązowy medal MP                  |
| 1962/1963 | Zagłębie Sosnowiec | Puchar Polski       | 4     | 2    | zdobycie Pucharu Polski           |
| 1963/1964 | Zagłębie Sosnowiec | PI                  | 2     | 0    |                                   |
| 1963/1964 | Zagłębie Sosnowiec | I liga              | 4     | 1    | wicemistrzostwo Polski            |
| 1963/1964 | Zagłębie Sosnowiec | Puchar Polski       | 1     | 0    | ćwierćfinał                       |
| 1964/1965 | Zagłębie Sosnowiec | I liga              | 1     | 0    | brązowy medal MP                  |
| 1965      | Polonia Sydney     | NSW Division 1      | 13    | 2    | playoffy o utrzymanie się         |
| 1965      | Polonia Sydney     | Relegation Play-Off | 3     | 0    |                                   |
| 1966      | Polonia Sydney     | NSW Division 2      | ?     | ?    |                                   |
| 1967      | Polonia Sydney     | NSW Division 1      | ?     | ?    |                                   |
| 1968/1969 | CKS Czeladź        | Liga Okręgowa       | ?     | ?    |                                   |
| 1969/1970 | CKS Czeladź        | Liga Okręgowa       | ?     | ?    |                                   |
| 1970/1971 | CKS Czeladź        | Liga Okręgowa       | ?     | ?    | awans do Klasy Międzywojewódzkiej |
| 1971/1972 | AKS Niwka          | II liga             | ?     | ?    |                                   |
| 1972/1973 | AKS Niwka          | II liga             | ?     | ?    | spadek do III ligi                |
|           | suma               | II liga             | ?     | ?    |                                   |
|           | suma               | I liga              | 59    | 9    |                                   |
|           | suma               | Puchar Polski       | 9     | 3    |                                   |
|           | suma               | PI                  | 2     | 0    |                                   |

### Europejskie puchary
W europejskich rozgrywkach wystąpił 2 razy w sezonie 1963/1964.
| l.p. | Data          | Miejsce    | Gospodarz           | Przeciwnik         | Rezultat | Rozgrywki | Grał | Uwagi |
| ---- | ------------- | ---------- | ------------------- | ------------------ | -------- | --------- | ---- | ----- |
| 1.   | 7 lipca 1963  | Bratysława | Slovnaft Bratysława | Zagłębie Sosnowiec | 1:0      | PI        | 45'  |       |
| 2.   | 27 lipca 1963 | Sosnowiec  | Zagłębie Sosnowiec  | Motor Jena         | 2:0      | PI        | ?'   |       |

## Kariera reprezentacyjna
W reprezentacji Polski U-19 zagrał w 4 meczach.
| l.p. | Data                 | Miejsce   | Gospodarz    | Przeciwnik    | Rezultat | Rozgrywki          | Grał | Uwagi | Zawodnik klubu |
| ---- | -------------------- | --------- | ------------ | ------------- | -------- | ------------------ | ---- | ----- | -------------- |
| 1.   | 23 września 1959     | Wrocław   | Polska U-19  | Austria U-19  | 2:1      | mecz towarzyski    | 90'  |       | Stal Sosnowiec |
| 2.   | 15 października 1959 | Greiswald | NRD U-19     | Polska U-19   | 6:1      | mecz towarzyski    | 90'  |       | Stal Sosnowiec |
| 3.   | 16 kwietnia 1960     | Graz      | Austria U-19 | Polska U-19   | 3:1      | mecz turnieju UEFA | 90'  |       | Stal Sosnowiec |
| 4.   | 20 czerwca 1960      | Kalisz    | Polska U-19  | Bułgaria U-19 | 1:0      | mecz towarzyski    | 81'  |       | Stal Sosnowiec |

W reprezentacji Polski U-23 zagrał w 3 meczach zdobywając 1 bramkę.
| l.p. | Data             | Miejsce | Gospodarz   | Przeciwnik    | Rezultat | Rozgrywki       | Grał | Uwagi | Zawodnik klubu     |
| ---- | ---------------- | ------- | ----------- | ------------- | -------- | --------------- | ---- | ----- | ------------------ |
| 1.   | 24 czerwca 1962  | Rzeszów | Polska U-23 | Rumunia U-23  | 0:1      | mecz towarzyski | 90'  |       | Zagłębie Sosnowiec |
| 2.   | 1 września 1962  | Szolnok | Węgry U-23  | Polska U-23   | 0:0      | mecz towarzyski | 45'  |       | Zagłębie Sosnowiec |
| 3.   | 30 września 1962 | Kielce  | Polska U-23 | Bułgaria U-23 | 2:1      | mecz towarzyski | 41'  | Gol   | Zagłębie Sosnowiec |

## Kariera trenerska
Po zakończeniu kariery piłkarskiej zajął się szkoleniem. Zaczynał jako asystent trenera w Górniku Wojkowice u boku Józefa Machnika i Wojciecha Siecha, później był I trenerem tej drużyny. W latach 1975–1990 był trenerem, a następnie działaczem w Górniku Kazimierz.

## Sukcesy
- wicemistrzostwo Polski 1964 z Zagłębiem Sosnowiec
- brązowy medal mistrzostw Polski 1962, 1963, 1965 z Zagłębiem Sosnowiec
- Puchar Polski 1962, 1963 z Zagłębiem Sosnowiec
- awans do I ligi 1959 ze Stalą Sosnowiec